# Leïla Chellabi
Leïla Chellabi, née le 26 juillet 1940 au Maroc,, et morte le 16 mars 2022 à Paris, est une écrivaine, artiste numérique, danseuse, mannequin, animatrice de radio, cheffe d'entreprise et parolière française . Elle est notamment connue pour avoir publié plus de 100 livres, ainsi que pour être la dernière compagne du romancier français Romain Gary,.
Selon sa volonté, l'ensemble de son œuvre littéraire est disponible gratuitement sous licence CC BY-NC-ND 4.0 sur le site de la bibliothèque numérique archive.org (mise en ligne en cours).

## Biographie
Leïla Chellabi naît au Maroc d'un père musulman français d'origine turque né algérien et d'une mère chrétienne,.
Dernière compagne de Romain Gary, qu'elle fréquente à partir de 1978, elle trouve la dépouille de ce dernier le soir du 2 décembre 1980 après son suicide, dans leur appartement de la rue du Bac, à Paris. Elle disperse ses cendres le 15 mars 1981, en mer Méditerranée au large de Menton, selon son vœu.

## Œuvre
Sauf mention contraire, cette bibliographie est établie à partir de la base de données de la Bibliothèque nationale de France.

### Œuvres textuelles
- Passé antérieur, La Pensée universelle, 1979
- L'infini, côté cœur, Mengès, 1984 (ISBN 2-85620-232-2)
- Expérience et maîtrise, Éditeur inconnu, 1988 (ISBN 2-9503099-0-9)
- Le maître en incarnation, les groupes et Shamballa, Cledam, 1992 (ISBN 2-909539-02-4)
- Le sang du calice de Morya, Cledam, 1992 (ISBN 2-909539-00-8)
- À nos disciples, Cledam, 1992 (ISBN 2-909539-01-6)
- Le cœur ouvert, Cledam, 1993 (ISBN 2-909539-05-9)
- De Shamballa aux Caraïbes, Cledam, 1993 (ISBN 2-909539-06-7)
- Christ en soi, Christ en tous, Christ en vie, Cledam, 1993 (ISBN 2-909539-03-2)
- Livre d'or, Cledam, 1993 (ISBN 2-909539-07-5)
- Du silence de Dieu au principe christique, Cledam, 1993 (ISBN 2-909539-04-0)
- Maîtrise initiatique dans l'incarnation, Cledam, 1994 (ISBN 2-909539-08-3)
- Sur les pas de Christ et au-delà, Cledam, 1994 (ISBN 2-909539-12-1)
- Expérience et maîtrise, Cledam, 1994 (ISBN 2-909539-11-3)
- Les saisons de la transformation, Cledam, 1994 (ISBN 2-909539-10-5)
- D'une citoyenne, Cledam, 1994 (ISBN 2-909539-09-1)
- Manuel citoyen, Cledam, 1995 (ISBN 2-909539-17-2)
- Du rêve ou de son absence, Cledam, 1995 (ISBN 2-909539-19-9)
- De Shamballa à Rabat, Cledam, 1995 (ISBN 2-909539-13-X)
- L'atelier 2001, Cledam, 1995 (ISBN 2-909539-14-8)
- Il sera une fois la citoyenneté, Cledam, 1995 (ISBN 2-909539-20-2)
- La mère, le monde et vous tous, Cledam, 1995 (ISBN 2-909539-16-4)
- La Source et le moyen, Cledam, 1995 (ISBN 978-2-909539-15-7)
- Pour l'amour d'une photo, Cledam, 1996 (ISBN 2-909539-25-3)
- Les liens invisibles, Cledam, 1996 (ISBN 2-909539-24-5)
- Sur les traces du Nazaréen, Cledam, 1996 (ISBN 2-909539-22-9)
- De l'esprit au sexe, Cledam, 1996 (ISBN 2-909539-21-0)
- Réflexion citoyenne sur la démocratie, Cledam, 1996 (ISBN 2-909539-23-7)
- Romain mon amour, Novamuse, 1997 (ISBN 2-909539-30-X)
- Unité de synthèse et magie divine, Cledam, 1997 (ISBN 2-909539-26-1)
- Réflexion citoyenne, Cledam, 1997 (ISBN 2-909539-28-8)
- Le miroir triangulaire, Cledam, 1997 (ISBN 2-909539-27-X)
- Catherine la solide insolite, Cledam, 1997 (ISBN 2-909539-29-6)
- Ouergane, Novamuse, 1998 (ISBN 2-909539-34-2)
- L’œil de cristal, Novamuse, 1998 (ISBN 2-909539-33-4)
- Au fil des modes et aux toi de la vie, Aquifuse, 2003 (ISBN 2-9520234-0-9)
- L'amant d'un jour ou Autopsie d'un adultère, LCD médiation, 2004 (ISBN 2-909539-43-1)
- Romain mon amour, LCD médiation, 2005 (ISBN 2-909539-48-2)
- Le nomade de l'amour, LCD médiation, 2005 (ISBN 2-909539-49-0)
- En passant par Mimizan, LCD médiation, 2005 (ISBN 2-909539-50-4)
- Hommage à sri Aurobindo, LCD médiation, 2005 (ISBN 2-909539-51-2)
- L'ampli-roman, LCD médiation, 2005 (ISBN 2-909539-44-X)
- Codes codés encodés, LCD médiation, 2006 (ISBN 2-909539-58-X et 978-2-909539-58-4)
- Devas, LCD médiation, 2006 (ISBN 2-909539-56-3 et 978-2-909539-56-0)
- Conte de Jor, LCD médiation, 2006 (ISBN 2-909539-55-5 et 978-2-909539-55-3)
- Lettre d'ailleurs, LCD médiation, 2006 (ISBN 2-909539-57-1 et 978-2-909539-57-7)
- Cœur ô mon cœur, LCD médiation, 2006 (ISBN 2-909539-52-0 et 978-2-909539-52-2)
- La Gouve, LCD médiation, 2006 (ISBN 2-909539-54-7)
- Octave à Tanger, LCD médiation, 2007 (ISBN 978-2-909539-67-6)
- Un jour en Asie, LCD médiation, 2007 (ISBN 2-909539-59-8 et 978-2-909539-59-1)
- D'ici et d'ailleurs, LCD médiation, 2007 (ISBN 978-2-909539-66-9)
- Un couple en marge, LCD médiation, 2007 (ISBN 978-2-909539-65-2)
- J'ai le Maroc au cœur, LCD médiation, 2007 (ISBN 978-2-909539-63-8)
- Samia et demie, LCD médiation, 2007 (ISBN 978-2-909539-64-5)
- Cendres de glace, LCD médiation, 2007 (ISBN 978-2-909539-68-3)
- Roman, vie, fiction, LCD médiation, 2008 (ISBN 978-2-909539-76-8)
- Citoyenneté, LCD médiation, 2008 (ISBN 978-2-909539-69-0)
- La maison des non-dits, LCD médiation, 2008 (ISBN 978-2-909539-78-2)
- Sous sub conscient, LCD médiation, 2008 (ISBN 978-2-909539-70-6)
- Dans les creux de la vie, LCD médiation, 2008 (ISBN 978-2-909539-74-4)
- Marouerg, LCD médiation, 2008 (ISBN 978-2-909539-77-5)
- Vivelle, LCD médiation, 2008 (ISBN 978-2-909539-71-3)
- Autoscan, LCD médiation, 2008 (ISBN 978-2-909539-75-1)
- L'émeraude de Fès, LCD médiation, 2009 (ISBN 978-2-909539-79-9)
- Le couple gnostique, LCD médiation, 2009 (ISBN 978-2-909539-80-5)
- Les petits, LCD médiation, 2009 (ISBN 978-2-909539-92-8)
- En attendant Aïda, LCD médiation, 2009 (ISBN 978-2-909539-82-9)
- Essai sur la pensée libre, Leïla Chellabi, 2015 (ISBN 978-2-36633-114-1)
- Mano, Leïla Chellabi, 2015 (ISBN 978-2-36633-111-0)
- On n'en meurt pas, Leïla Chellabi, 2015 (ISBN 978-2-36633-115-8)
- Parenthèse à Malte, Leïla Chellabi, 2015 (ISBN 978-2-36633-113-4)
- Une île au bout du cœur, Leïla Chellabi, 2015 (ISBN 978-2-36633-112-7)
- Sur le pont d'un Maroc arc-en-ciel, Leïla Chellabi, 2016 (ISBN 979-10-95921-09-7)
- Prophètes et médiateurs, Leïla Chellabi, 2016 (ISBN 979-10-95921-05-9)
- Silence solitude service, Leïla Chellabi, 2016 (ISBN 979-10-95921-06-6)
- Rencontre à Madrid, LCenteur, 2016 (ISBN 979-10-95921-11-0)
- Le couple gnostique, El Morya 2016 (ISBN 979-10-95921-07-3)
- Cristal de femme, Leïla Chellabi, 2016 (ISBN 979-10-95921-08-0)
- Lettre d'ailleurs, Leïla Chellabi, 2017 (ISBN 979-10-95921-17-2)
- L'infini côté cœur, Leïla Chellabi, 2017 (ISBN 979-10-95921-16-5)
- Rama, LCenteur, 2017 (ISBN 979-10-95921-18-9)
- Masque démasque, LCenteur, 2018 (ISBN 979-10-95921-20-2)
- Une femme au Sud, LCenteur, 2018 (ISBN 979-10-95921-12-7)
- Asma-Chaïbia, LCenteur, 2018 (ISBN 979-10-95921-19-6)
- La nuit du devenir, Leila Chellabi, 2018 (ISBN 979-10-95921-13-4)

### Œuvres mixtes
- Contes planétaires, Cledam, 1995  (ISBN 2-909539-18-0)
- La branche magique, Novamuse, 1998  (ISBN 2-909539-37-7)

### Œuvres audiovisuelles
- La voix citoyenne, Cledam, 1996